# Solenopsis richteri
La hormiga de fuego negra (Solenopsis richteri) es una especie de hormiga perteneciente al género Solenopsis (hormigas de fuego). Desde hace mucho tiempo se pensó que era una subespecie o una variación del color de la Solenopsis invicta (hormiga de fuego roja), pero hoy en día es reconocida como una propia especie por su diferente distribución y hábitos. La hormiga de fuego negra parece ser más tolerante al frío y menos  dominante que la roja.[cita requerida]
La especie es nativa de América del Sur. Se extiende desde Brasil hasta Argentina y Uruguay. Ha sido introducida a América del Norte donde se la conoce como "hormiga de fuego introducida" ("black imported fire ant"). En EE. UU. Se piensa que Solenopsis richteri está limitada al extremo nordeste de Misisipi, noroeste de Alabama y otros condados del sur en Tennessee, aunque eso puede reflejar una subvaloración de su distribución. Cuando en abril de 2013 fue encontrada más al norte como en Virginia, y en julio de 2016 fue encontrada en Carolina del Sur costera cercana.[cita requerida] También se la ha encontrado en España.
Su veneno es similar al de S. invicta. Las picaduras de hormigas de fuego producen una pústula que se diferencia del mordisco de otros insectos. Las pústulas están rodeadas por hinchamiento enrojecido con un eritema que se extiende más allá. La extensión de la reacción a picaduras de hormiga de fuego es variable dependiendo de la cantidad de anticuerpos alérgicos (IgE) que ya tenga el individuo. También puede haber diferencias en el veneno entre las dos especie.